# فابريس سيمون
فابريس سيمون (بالفرنسية: Fabrice Simon)‏ هو فنان ومصمم أزياء هايتي، ولد في 29 يناير 1951 في بورت أو برانس في هايتي، وتوفي في 29 يوليو 1998 في نيويورك في الولايات المتحدة.